# Országos Magyar Cecília Egyesület
Az Országos Magyar Cecília Egyesület (OMCE) (latinul: Societas „Sanctae Ceciliae” in Hungaria 1967-től egy ideig Országos Magyar Cecília Társulat) a Magyar Katolikus Püspöki Konferencia központi intézménye. Célja az egyházzenei gyakorlat színvonalának emelése. Tagjai az egyházi zenét művelő karnagyok, kántorok, papok, énekesek, valamint az egyesület céljait támogató hívek.

## Történelem
1897. szeptember 2-án alakult Bogisich Mihály kezdeményezésére, aki első elnöke is lett. Az első világháború végéig a gregorián ének liturgikus gyakorlatba való visszaállítását, a világias, hangszerkíséretes művek helyett a klasszikus polifónia művelését szorgalmazta. Az 1920-as évek végétől az egyházi népének reformja is napirendre került, ennek eredmények volt 1931-ben a Szent vagy, Uram! kiadása. Ugyanettől az évtől Magyar Kórus néven egyházzenei folyóiratot adott ki. Alelnöke, Harmat Artúr a Zeneakadémián egyházzenei szakot hozott létre.
1950-ben megszűnt a Magyar Kórus folyóirat és kiadóvállalat, a Zeneakadémián pedig bezárták az egyházzenei szakot. Az OMCE tevékenysége alapfokú egyházzenei tanfolyamok (kántorképzők) szervezésére szorult vissza. A Második vatikáni zsinat Sacrosanctum Concilium liturgikus konstitúciója új lendületet adott az anyanyelvi liturgikus éneklés engedélyezésével; ekkor lett a liturgikus szövegek fordításában szerepet vállaló OMCE elnöksége hivatalosan is a püspöki kar tanácsadó testülete. Nevét 1967-ben állami rendeletre Országos Magyar Cecília Társulatra kellett változtatnia. 1985-ben új népénektár jelent meg Éneklő Egyház címmel.
2001-ben újraindította a Magyar Kórus folyóiratot.

## Szervezet
Az egyesület elnökét a püspöki kar delegálja; a társelnököt és az igazgatót a közgyűlés választja.
- Elnök: Fekete Szabolcs Benedek szombathelyi segédpüspök
- Társelnök: Szili Zoltán[2]
- Igazgató: Varga László[3]

### Korábbi vezetők
Elnökök:
- 1897–1919 Bogisich Mihály
- 1926–1930 Demény Dezső
- 1930–1968 Shvoy Lajos
- 1968–1980 Klempa Sándor
- 1980–1982 Kisberk Imre
- 1982–1990 Szakos Gyula
- 1990–2004 Takács Nándor
- 2004– Beer Miklós

Társelnökök:
- 1945: Bárdos Lajos
- 1984: Tardy László

Igazgatók: 
- 1947: Werner Alajos
- 1962: Kósa Ferenc
- 1984: Bucsi László
- 1998: Varga László